# Ахмед Джабарі
Ахмед Саїд Халіл аль Джабарі (араб. أحمد الجعبري; 1960, Сектор Гази — 14 листопада 2012, Газа) — палестинський терорист, лідер бойового крила ХАМАСа, генеральний секретар «Бригад аль-Касама».

## Біографія
Закінчив історичний факультет в Ісламському університеті Гази.
Протягом багатьох років займався розвитком військової інфраструктури ХАМАС у секторі Газа. У червні 2007 року він брав активну участь у боях з організацією ФАТХ за встановлення контролю над Сектором Газа.
Серед операцій, спланованих Джабарі, було викрадення в Ізраїлі солдата Гілада Шаліта, він був одним з небагатьох, кому було відомо про місцезнаходження Шаліта, відповідав за його утримання в полоні та супроводжував Шаліта в Єгипет у день укладання угоди щодо його обміну на терористів, засуджених ізраїльським судом. Джабарі також віддав команду про обстріл шкільного автобуса поблизу сектору Газа у квітні 2011, внаслідок якого вбито 16-річного підлітка Даніеля Вільфіха.
Першу спробу ліквідації Ахмеда Джабарі Ізраїль зробив у 2004 році в районі Саджаї. Тоді внаслідок удару з повітря Джабарі зазнав поранення середнього ступеня важкості; при цьому загинуло п'ятеро людей. Відтак він посилив свою охорону. Під час операції «Литий свинець» вчинено другу спробу. Ізраїльські ВПС розбомбили його будинок, проте Джабарі знову вдалося врятуватися.
Врешті-решт був вбитий 14 листопада 2012 року внаслідок авіаудару по його автівці в ході операції «Хмарний стовп». Джабарі став найвищим керівником ХАМАСу, ліквідованим Ізраїлем з 2009 року.